# Nová Ves u Albrechtic
Nová Ves (deutsch Neudorf) ist eine Gemeinde in Tschechien. Sie befindet sich 18 Kilometer südöstlich des Stadtzentrums von Hradec Králové und gehört zum Okres Rychnov nad Kněžnou.

## Geographie

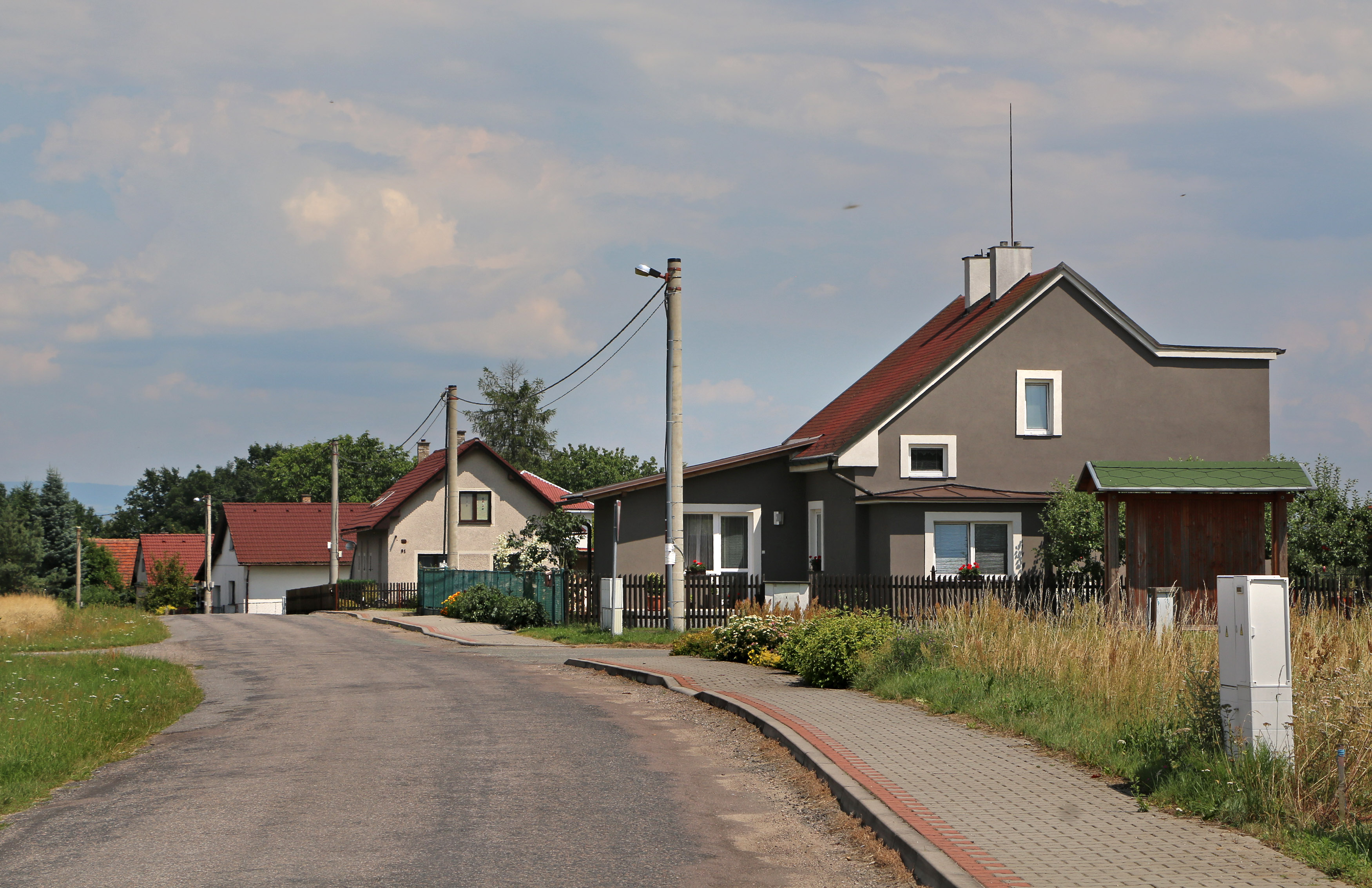
Die Hauptstraße

Die Streusiedlung liegt linksseitig des Zusammenflusses von Wilder Adler und Stiller Adler auf der Hohenbrucker Tafel (Třebechovické tabule). Nová Ves wird im Süden, Westen und Osten von Wäldern umgeben, am südlichen Ortsrand liegt der vom Bach Novoveský potok gespeiste Stauweiher Novoveský rybník. Weiter südlich befindet sich ebenfalls auf den Fluren der Gemeinde mit dem Starožďárský rybník ein weiterer großer Fischteich. Östlich des Ortes verlaufen die Staatsstraße 305 von Týniště nad Orlicí nach Borohrádek sowie die Eisenbahn zwischen Týniště nad Orlicí und Choceň, an der sich in Žďár nad Orlicí die nächste Bahnstation befindet.
Nachbarorte sind Albrechtice nad Orlicí im Nordosten, Tůmovka und Světlá im Osten, Horní Žďár und Žďár nad Orlicí im Südosten.

## Geschichte
Zwischen 1571 und 1573 erfolgte in dem unbesiedelten Waldgebiet der Hohenbrucker Tafel unter der Aufsicht des Pardubitzer Fischmeisters Matouš Křižanovský z Živanic die Anlegung eines großen Fischteiches. 1575 gab die Herrschaft Pardubitz das Gebiet nördlich des Teichdammes zur Besiedlung frei und es entstanden die ersten Schrotholzchaluppen.
Nach der Ablösung der Patrimonialherrschaften gehörte die Gemeinde ab 1850 zur Bezirkshauptmannschaft Pardubitz, das Bezirksgericht befand sich in Holitz.

## Gemeindegliederung
Für die Gemeinde Nová Ves sind keine Ortsteile ausgewiesen. Zur Gemeinde gehören die Siedlungen Tůmovka und U Myslivny und die Einschicht Chocholatka.